# Perudo
Perudo è un gioco da tavolo basato sui dadi e sul bluff. È stato commercializzato in diverse versioni, inclusa una prodotta dalla casa editrice Parker Brothers nel 1994 e un'altra denominata Call My Bluff. Il gioco trae ispirazione da una famiglia di giochi di dadi di origine sudamericana che include il Dudo. Secondo la documentazione allegata all'edizione Parker, questa famiglia di giochi sarebbe giunta in Europa nel XV secolo, attraverso i Conquistadores.

## Il gioco
È possibile giocare da un minimo di 2 giocatori, il massimo è definito dalla disponibilità dei dadi (6 giocatori nell'edizione Parker).
Lo scopo del gioco consiste nell'essere l'ultimo giocatore ad avere almeno un dado a disposizione.
A inizio partita ogni giocatore ha a disposizione 5 dadi e un bicchiere non trasparente; si stabilisce chi comincia e poi i turni si susseguono in senso orario. Tutti i giocatori agitano i dadi nel proprio bicchiere e pongono quest'ultimo capovolto sul tavolo: possono guardare i propri dadi nascondendoli agli altri. Chi inizia sceglie un valore qualunque del dado e dichiara, a suo parere, il numero dei dadi in gioco con quel valore. Il giocatore seguente ha due possibilità: se ritiene che l'ultima dichiarazione fatta possa essere vera, rilanciare; se invece non la ritiene vera, può dubitare.
Nel caso del rilancio, il giocatore può dichiarare o uno stesso numero di dadi, ma dal valore più elevato, o un numero di dadi maggiore di qualsiasi valore. Una volta effettuata la nuova dichiarazione, il turno passa al giocatore successivo.
Se un giocatore dubita, tutti scoprono i propri dadi e si controlla se l'ultima affermazione sia circa vera, cioè se ci siano almeno tanti valori quanti sono stati dichiarati: se la dichiarazione si rivela giusta, chi ha dubitato perde un dado; se fallace, il giocatore che ha formulato l'ultima dichiarazione perde un dado.

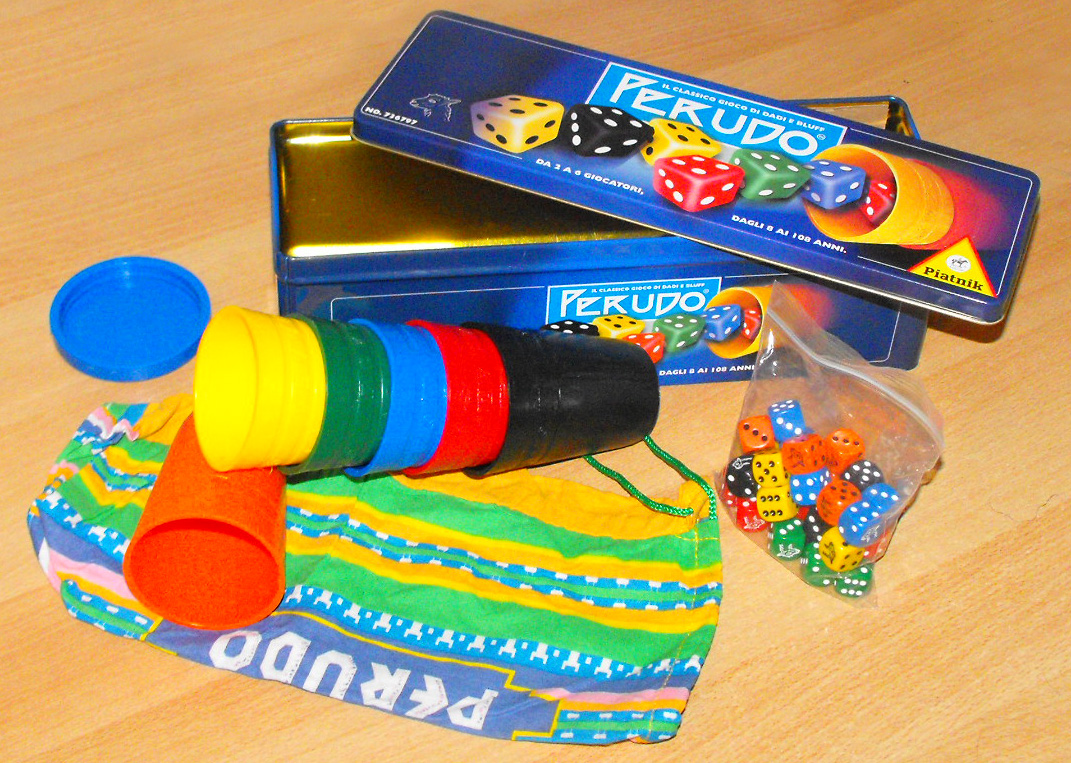
Contenuto Perudo

- L'1 o la testa: nell'edizione Parker il valore 1 dei dadi è sostituito da un'immagine di un azteco detta testa. Essa per il giocatore che ha effettuato la chiamata funge da Jolly nella conta dei dadi.

Inoltre è possibile rilanciare con le teste dimezzando il numero di volte che il dado si ripete. A seguito del primo rilancio con le teste, i giocatori successivi possono o continuare a rilanciare il numero di teste oppure tornare a rilanciare sui numeri ma in questo caso bisogna raddoppiare il numero di volte in cui si ripete il numero e aumentare di uno.
esempio: un giocatore rilancia con "sei 5", il giocatore successivo può rilanciare con "tre teste", il seguente può rilanciare con "quattro teste" oppure con "sette N" (con "N" un numero a scelta tra 2 e 6).
Il Round termina con la perdita del dado; il Round successivo comincia con la chiamata del giocatore che ha perso il dado.
- Palifico: quando si resta per la prima volta nel gioco con un solo dado ci si dichiara palifico: ha il diritto di cominciare il round successivo e non si potrà cambiare il valore su cui il palifico ha scommesso.

I giocatori dopo la dichiarazione di palifico possono solo aumentare la scommessa su quel valore.
Quando un giocatore si è dichiarato "palifico", durante quel round le teste dell'azteco non valgono come Jolly.
Solo i giocatori con un solo dado nel round possono cambiare il valore su cui si sta scommettendo.
È possibile dichiararsi palifico una sola volta nell'intera partita.
- Calza: possono chiamare calza tutti i giocatori a cui manchi almeno un dado tranne il giocatore che ha appena effettuato la chiamata e il giocatore che è di turno. Con questa chiamata il giocatore pensa che l'ultima chiamata sia giusta. Il round termina e tutti i giocatori, a partire da chi ha calzato, devono mostrare i propri dadi. Se la chiamata è perfettamente vera chi ha calzato riacquista un dado perduto (variante: tutti tranne chi ha calzato perdono un dado) se è errata questi perde un dado.

Il round successivo comincia da chi ha calzato.

## Esempi (senza Jolly)
Giocatore 1 (G1):     
Giocatore 2 (G2):     
Giocatore 3 (G3):     
G1 ha due 2, ma preferisce dichiarare "un 2".
G2 non ha alcun 2 e dichiara "due 6".
G3 non può dichiarare "due 2", perché il valore 2 è inferiore a 6, tenta così con "tre 6", sperando che i suoi avversari abbiano in effetti almeno altri due 6.
G1 pensa (erroneamente) che sulla tavola ci siano più di tre 6, e azzarda con "quattro 6".
G2 ritiene che non ci siano quattro 6 in tavola e dubita.
G1 perde un dado.
Giocatore 1 (G1): 
Giocatore 2 (G2):   
Giocatore 3 (G3):   
G1 non si dichiara palifico, quindi il valore del dado può variare. G1 tenta con "un 3", cercando di depistare gli avversari sul valore che possiede.
G2 crede che G1 abbia un 3 e dichiara "due 3".
G3 non ha alcun 3, ritiene che l'affermazione di G1 non sia vera, ma non sa se G2 abbia effettivamente due 3; dubita, ritenendo che qualunque altra dichiarazione egli faccia sia sbagliata.
G2 perde un dado.

## Esempi (con Jolly)
Giocatore 1 (G1):     
Giocatore 2 (G2):     
Giocatore 3 (G3):     
G1 dichiara "due 4".
G2 afferma "due 5".
G3 ha due Jolly e ha la possibilità di dichiarare almeno "un Jolly"; preferisce però rispondere "quattro 5", affidandosi ai Jolly che ha.
G1 prova con "cinque 5".
G2 pensa che "cinque 5" possa essere un valore esatto sul tavolo, ma non può calzare (perché è di turno e perché ha 5 dadi); rischia allora con "sei 5".
G3 ritiene che l'ultima dichiarazione sia troppo alta e dubita.
G3 perde un dado, poiché sul tavolo ci sono tre 5 + tre Jolly, e quindi ci sono esattamente sei 5.
Giocatore 1 (G1): 
Giocatore 2 (G2):   
Giocatore 3 (G3):  
G1 si dichiara palifico, quindi il punteggio non si basa sui Jolly, e afferma "un 4".
G2 non si azzarda ad "alzare" troppo il numero proprio perché non può affidarsi ai Jolly; dichiara dunque "due 4".
G3 dubita.
G2 perde un dado.

### Esempio tratto daPirati dei Caraibi - La maledizione del forziere fantasma
Sputafuoco Bill:     
Davy Jones:     
Will Turner:     
Sputafuoco dichiara "tre 2".
Jones dichiara "quattro 4".
Will risponde "quattro 5".
Sputafuoco afferma "sei 3".
Jones dichiara "sette 5".
Sul tavolo ci sono esattamente sette 5, quindi Will dichiarando "otto 5" effettua un'affermazione falsa.
Sputafuoco, per salvare il figlio, non dubita e dichiara un improbabile "dodici 5".
Jones dubita e Sputafuoco perde. (D'altra parte Jones non avrebbe avuto interesse nel rilanciare, dato che l'affermazione di Sputafuoco era già di per sé poco verosimile e un rilancio avrebbe indotto sicuramente Will a dubitare, facendo perdere Jones per la dichiarazione falsa).

## Campionato italiano di Perudo  / Dubito
Dal 2018 si svolge la finale nazionale organizzata dalla  Board Italian Gamers, su boarditaliangamers.it. Di seguito l'elenco delle edizioni con i relativi vincitori.
| Edizione | Anno | Sede della finale | Manifestazione | Campione d'Italia | Secondo classificato | Terzo classificato | Quarto classificato |
| -------- | ---- | ----------------- | -------------- | ----------------- | -------------------- | ------------------ | ------------------- |
| I        | 2018 | Aosta             | Gioca Aosta    | Antonio Liparoto  | Iacopo Zanin         | Giulia Ferretti    | Lorenzo Rocci       |
| II       | 2019 | Aosta             | Gioca Aosta    | Angelo Penna      | Jean Pierre Arnod    | Diego Giacch       | James Caldera       |
| III      | 2020 | Aosta             | Gioca Aosta    | Elena Ionica      | Sandro Buoso         | Nikolaj Tamburin   | Erik Sartor         |
| IV       | 2021 | Aosta             | Gioca Aosta    | Simona Losi       | Jean Pierre Arnod    | Davide Genestreti  | Giorgia Genestreti  |
| V        | 2022 | Aosta             | Gioca Aosta    | Davide Genestreti | Filippo Lonati       | Jean Pierre Arnod  | Giacomo Basili      |
| VI       | 2023 | Aosta             | Gioca Aosta    | Claudio Vironda   | Andrea Nuovo         | Sara Oberti        | Alessandro Calamida |
| VII      | 2024 | Aosta             | Gioca Aosta    | Daniele Labella   | Fausto Dal Monte     | Elena Ionica       | Leonardo Pavone     |